# Російська окупація Криму
Росі́йська окупа́ція Кри́мського піво́строва — це поточна військова окупація та протиправне захоплення Російською Федерацією частини території України — Автономної Республіки Крим і Севастополя і поширення на цих територіях військово-політичних, адміністративних, економічних і соціальних порядків. Окупація Криму стала частиною російської збройної агресії проти України.

## Історія

### Початок окупації

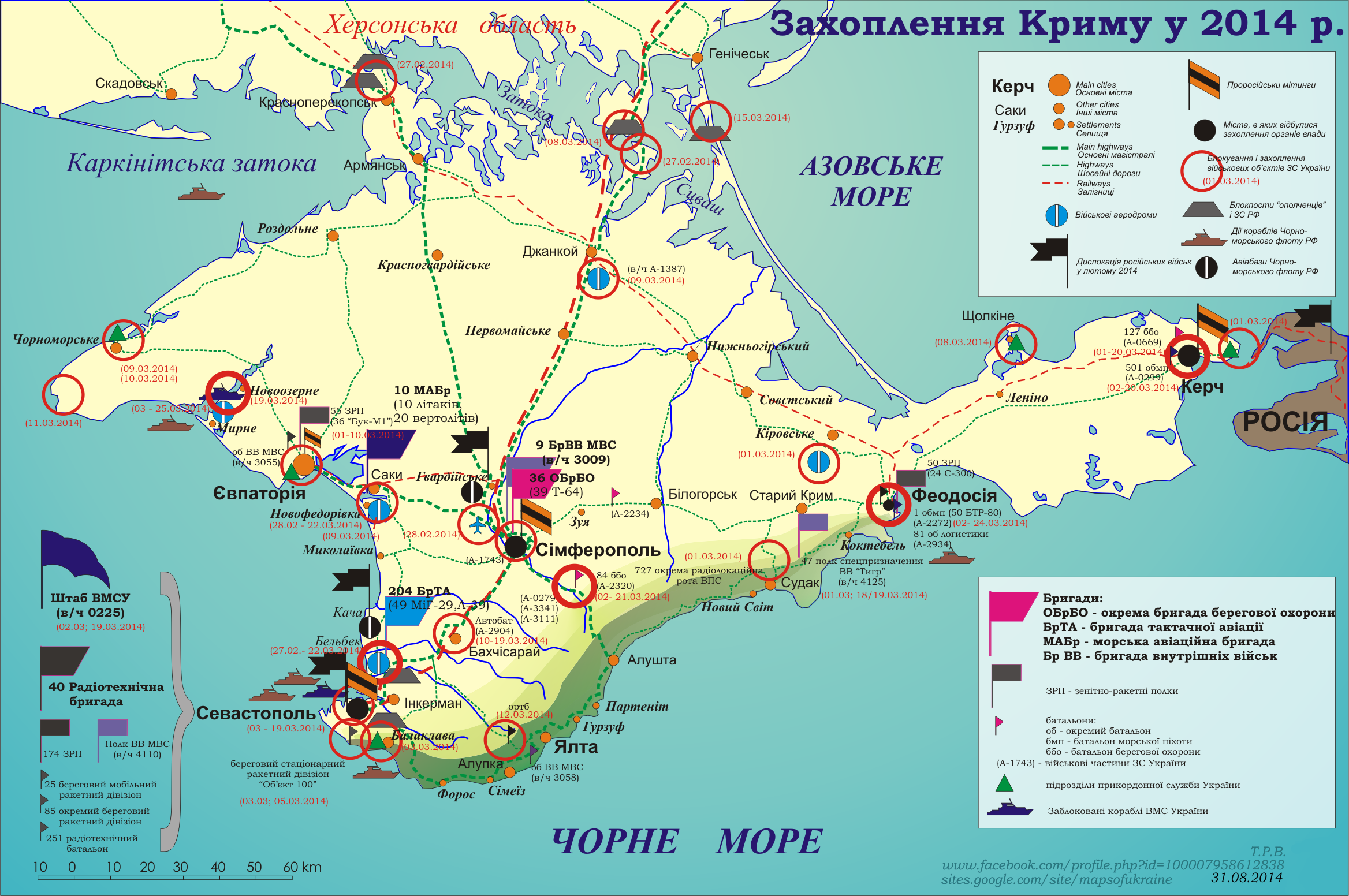
Облога і захоплення військових частин ЗСУ у АР Крим і Севастополі у березні 2014 року

20 лютого 2014 року були зафіксовані перші факти перетину державного кордону України збройними силами російської федерації — тоді через Керченську протоку почали прибувати військові підрозділи, а в Криму з'явилися вантажівки без номерних знаків та так звані «зелені чоловічки» — російські військові без розпізнавальних знаків. На територію Криму було відправлено спецпризначенців ГРУ та підрозділи морської піхоти Чорноморського флоту рф, які перебували в Севастополі. Під виглядом так званої «місцевої самооборони» на півострів зайшли російські збройні угрупування, блокуючи українські військові частини та поступово беручи під контроль ключові об'єкти на півострові.
23 лютого російські війська фактично окупували Севастополь, а 24 лютого до узбережжя Криму вирушила «олімпійська ескадра» Чорноморського флоту рф із підрозділами спецпризначення.
У ніч проти 27 лютого 2014 року російські спецпризначенці захопили й заблокували Верховну Раду Криму і Раду Міністрів Криму. Представники так званого «ополчення Криму» за підтримки військовослужбовців Збройних сил Російської Федерації захопили інші адміністративні будівлі, аеропорти в Сімферополі й Севастополі, установи зв'язку, засоби масової інформації тощо. Окрім захоплення адміністративних будівель у Сімферополі, тоді ж вранці війська російської федерації встановили блокпости на Перекопському перешийку та півострові Чонгар, які з'єднують Крим з материковою Україною.
На їхню вимогу в парламент Криму прийшла частина депутатів і проголосувала за проведення референдуму про розширення автономії Криму 25 травня 2014 — у день президентських виборів в Україні. При цьому наявність кворуму сумнівна, оскільки на засідання не допустили ЗМІ. Російський диверсант і терорист Ігор Гіркін в ефірі однієї з російських телепередач зізнався, що депутатів Верховної Ради Криму голосувати за рішення про відділення Криму від України насильно зганяли так звані «ополченці», а він особисто був одним з командирів цього «ополчення». Невдовзі двічі змінено дату референдуму: перенесено її спершу на 30 березня, а потім — на 16 березня. Також змінено формулювання питання — розширення автономії замінено на приєднання до складу Російської Федерації. Фактично обидва «альтернативні» питання були сформульовані так, що виключали приналежність Криму до України. Водночас, за українським законодавством, оскільки Україна є унітарною державою, питання про відокремлення регіону може бути вирішене лише на загальнонаціональному референдумі. З огляду на це ще до проведення референдуму лідери країн ЄС, США та багатьох інших визнали його незаконним, а його результати — недійсними.
1 березня 2014 року Рада Федерації РФ підтримала звернення президента Російської Федерації Володимира Путіна про дозвіл на застосування Збройних сил Російської Федерації на території України Рада національної безпеки і оборони України у зв'язку з агресією з боку Російської Федерації, ухвалила рішення привести Збройні сили України у повну бойову готовність та розробила «детальний план дій на випадок прямої військової агресії з боку РФ».

### Анексія Криму
16 березня 2014 року відбувся незаконний «референдум про статус Криму», на якому, за російськими офіційними даними, 96,77 % жителів АРК та міста Севастополь проголосували за «возз'єднання» відповідних територій з Російською Федерацією. 17 березня Верховна Рада АРК проголосила незалежність Республіки Крим, а 18 березня в Георгіївській залі Московського Кремля Президент Російської Федерації Володимир Путін спільно з самопроголошеними Головою Ради Міністрів АРК Сергієм Аксьоновим, спікером Верховної Ради АРК Володимиром Костантиновим і самопроголошеним «головою координаційної ради зі створення управління з забезпечення життєдіяльності Севастополя» Олексієм Чалим підписали Договір про прийняття Республіки Крим до складу Російської Федерації. 21 березня Рада Федерації прийняла закон про ратифікацію Договору від 18 березня і закон про утворення нових суб'єктів федерації — Республіки Крим і міста федерального значення Севастополь, закріпивши анексію цих регіонів Російською Федерацією.
27 березня 2014 Генеральна Асамблея ООН підтримала територіальну цілісність України, визнавши Крим і Севастополь її невід'ємними частинами. За відповідну резолюцію проголосували 100 країн-членів ООН зі 194. Проти проголосували лише 11 країн (Білорусь, Болівія, Венесуела, Вірменія, Зімбабве, Куба, КНДР, Нікарагуа, Російська Федерація, Сирія та Судан), 58 країн утрималися, решта не брали участі в голосуванні. Насильницьку анексію Криму не визнають Україна, Генеральна Асамблея ООН, ПАРЄ, ПА ОБСЄ; вона суперечить рішенню Венеційської комісії; російська ж влада трактує її як «повернення Криму в Російську Федерацію». Згідно з Законом України «Про забезпечення прав і свобод громадян та правовий режим на тимчасово окупованій території України» територія Кримського півострова внаслідок російського захоплення вважається тимчасово окупованою територією.

### Інцидент у Керченській протоці
25 листопада 2018 року кораблі ВМС України у складі двох малих броньованих артилерійських катерів «Бердянськ» і «Нікополь» та рейдового буксира «Яни Капу» здійснювали плановий перехід з порту Одеса на Чорному морі в порту Маріуполь на Азовському морі. Українська сторона заздалегідь поінформувала про маршрут відповідно до міжнародних норм з метою забезпечення безпеки судноплавства. У районі Керченської протоки їх зупинив російський танкер, що перегородив прохід під збудованим окупаційною владою Керченським мостом. Усупереч Конвенції ООН з морського права і Договору між Україною та РФ про співробітництво у використанні Азовського моря і Керченської протоки, прикордонні кораблі РФ (сторожові прикордонні катери типу «Соболь», ПСКР «Дон», катери типу «Мангуст», МПК «Суздалец») здійснили агресивні дії проти кораблів ВМС ЗСУ. Прикордонний корабель «Дон» здійснив таран українського рейдового буксира, в результаті якого пошкоджено головний двигун корабля, обшивку та леєрне огородження, втрачено рятувальний плотик. Диспетчерська служба окупантів відмовилася забезпечити право свободи судноплавства, гарантоване міжнародними угодами. Усі три українські судна захопили росіяни. У полон потрапили 24 моряки, 6 із яких — поранені. В Україні того ж дня екстрено скликано засідання РНБО для обговорення введення воєнного стану. Наступного дня, 26 листопада, затверджено рішення про запровадження воєнного стану на 30 днів.

### Російське вторгнення в Україну (2022)
Незадовго до початку переговорів прес-секретар Володимира Путіна Дмитро Пєсков в інтерв'ю Reuters окреслив основні вимоги до України, однією з яких є визнання Криму російським. Президент України Володимир Зеленський в етері телеканала ABC заявив, що готовий обговорювати питання Криму і Донбасу, але в складі України.
29 березня 2022 року голова української делегації Михайло Подоляк запропонував вести переговори про статус АР Крим і Севастополя протягом 15 років. Водночас і Москва, і Київ мають утримуватися від розв'язання цього питання воєнним шляхом протягом усього цього періоду. У свою чергу, Володимир Мединський зазначив, що це не відповідає позиції Російської Федерації. Згідно з заявами Михайла Подоляка й Давида Арахамії після переговорів, Україна пропонувала заморозити питання статусу Криму на 15 років, пропонувала укласти міжнародний договір про гарантії безпеки, який би підписали й ратифікували всі країни-учасники як гаранти безпеки України. Однак у травні 2022 року переговорний процес призупинено.

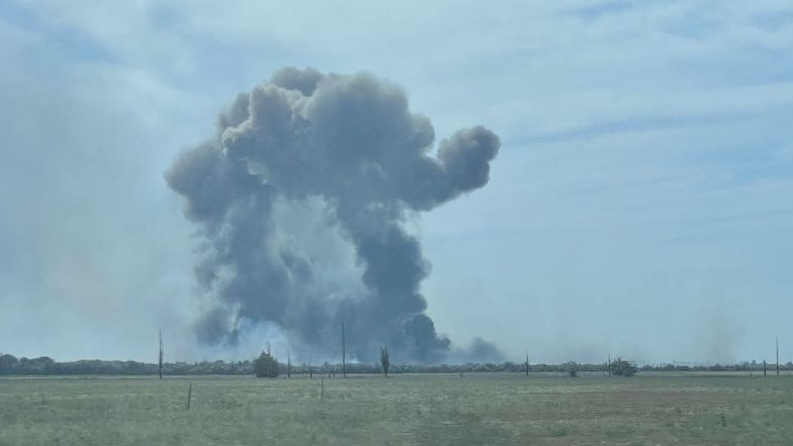
Аеродром Саки, серпень 2022

9 серпня 2022 року на військовій авіабазі «Саки» в Криму прогриміли вибухи. Унаслідок пожежі та вибухів на аеродромі, який використовувався як основна база ВПС Чорноморського флоту РФ, знищено від 7 до 11 літаків Су-24 і Су-30СМ. 7 вересня 2022 року Головнокомандувач Збройних сил України Валерій Залужний заявив про ракетний удар по аеродрому.
23 серпня 2022 року в онлайн-режимі через повномасштабне вторгнення Російської Федерації в Україну відбувся другий саміт Кримської платформи. У заході взяли участь понад 60 учасників — керівників держав і міжнародних організацій. Вони зробили заяви на підтримку України.
29 серпня 2022 року президент України Володимир Зеленський заявив, що російсько-українська війна закінчиться саме там, де почалась у 2014 році — виходом українських військ на державний кордон 1991 року, звільненням раніше окупованих територій України, в тому числі Донбасу й Криму, від російських загарбників.
28 вересня 2022 року колишній командувач армії США в Європі генерал-лейтенант у відставці Бен Годжес заявив, що переконаний, що Збройним силам України вдасться відкинути російських військових на позиції 23 лютого до кінця цього року, а до середини 2023 року ЗСУ можуть увійти на територію тимчасово окупованої АР Крим. 30 вересня 2022 року начальник Головного управління розвідки Міноборони Кирило Буданов заявив, що «Україна повернеться в окупований Крим — це станеться зі зброєю і досить скоро. Звільнення Криму відбудеться не влітку, а до кінця весни, можливо, трохи раніше».
6 жовтня 2022 року в адміністрації президента США Джо Байдена оцінили ймовірність звільнення Криму українськими військовими, зазначивши, що деокупація для України вже цілком можлива, тому такий сценарій розвитку подій уже не можна скидати з рахунків. Посадовець підкреслив, що темпи просування українських військових на Херсонщині дають надію на звільнення тимчасово окупованого Російською Федерацією півострова.

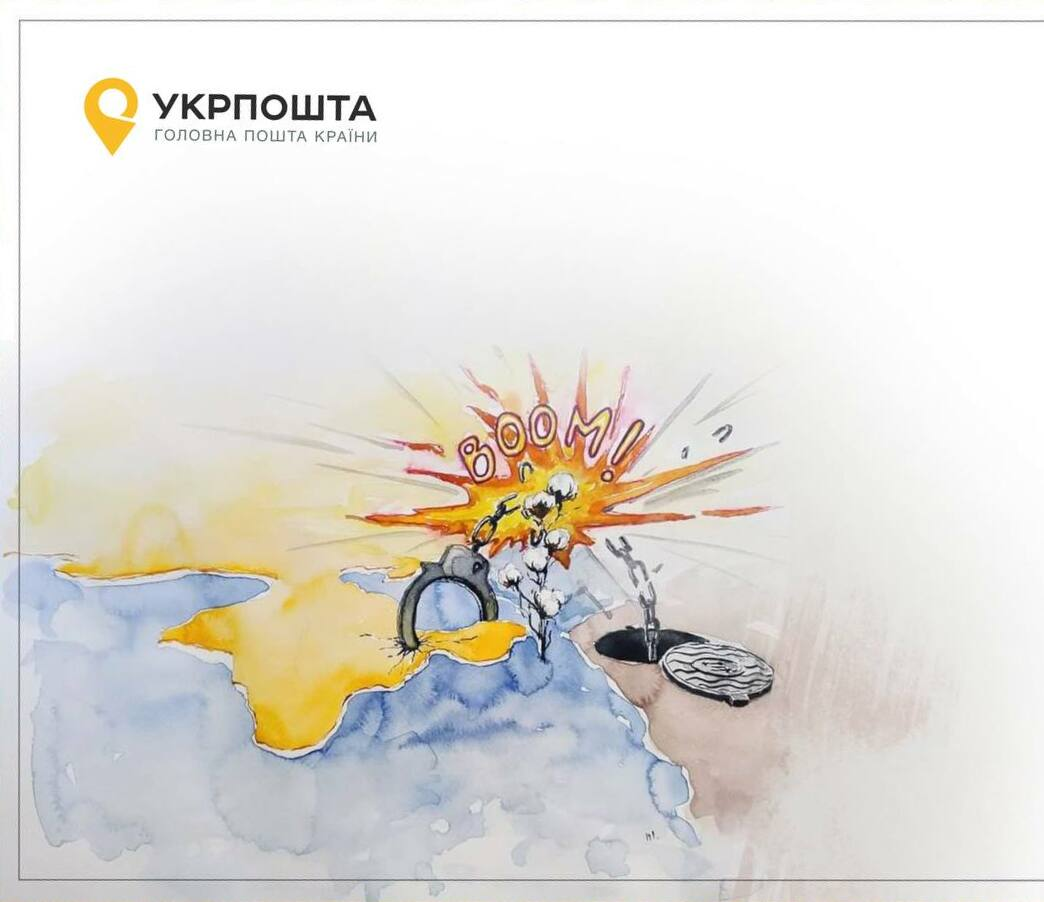
11 жовтня 2022 року Кабінет Міністрів України оприлюднив дизайн поштової марки Укрпошти «Вибух на Кримському мосту»

8 жовтня на Кримському мосту в Керчі сталася пожежа, окупаційна влада півострова звинуватила Україну в підриві переходу. Офіційний обліковий запис українського уряду в Твіттері написав у відповідь на пожежу «хворий опік» (англ. «sick burn»), а радник президента України Михайло Подоляк назвав збитки «початком». У Міноборони України порівняли руйнування Кримського мосту зі знищенням крейсера «Москва»: «А що далі, росіяни?» (англ. «What's next, Russkies?»). Російська влада в Криму звинуватила в тому, що сталося українську сторону.
Глава окупованого Севастополя Михайло Развожаєв заявив, що вранці 29 жовтня 2022 року українські військові атакували кораблі Чорноморського флоту РФ і цивільні судна. За його словами, це була наймасштабніша атака безпілотників за всю історію війни, кораблі пошкоджені. Міністерство оборони Російської Федерації звинуватило Королівський військово-морський флот у підготовці нападу на Севастополь, який нібито розташований в місті Очаків. І Україна, і Сполучене Королівство відкинули російські звинувачення, а Сполучене Королівство заявило, що Російська Федерація «торгує неправдивими заявами епічного масштабу» (англ. «peddling false claims of an epic scale»). Того ж дня Російська Федерація заявила, що припиняє участь у виконанні зернової угоди нібито через «теракт» у Севастопольській бухті.
Після звільнення правобережної Миколаївщини, Херсонщини та міста Херсон у листопаді 2022 року Financial Times опублікували статтю, почилаючись на голову Українського центру безпеки та співпраці Сергія Кузана, у якій зазначили, що повернення міста Херсона дозволить Збройним силам України тримати під вогневим контролем три важливі дороги, зокрема до Криму, звідки росіяни постачають техніку та боєприпаси. Трохи раніше, у листопаді 2022 року, адвокат та колишній військовий, який служив на Балканах, в Іраку та Афганістані, Френк Ледвідж для The Guardian заявив, що у вересні Головнокомандувач Збройних сил України генерал Валерій Залужний сказав, що вважає Крим «центром тяжкости» Росії, ключем до війни й усі військові показники переконливо свідчать, що метою наступного наступу України буде Крим.
12 листопада 2022 року Бен Годжес заявив, що визволення Херсона відкрило для Збройних сил України шлях для контрнаступу на Маріуполь, Мелітополь та Крим:
|  | Незабаром HIMARS стрілятимуть із Херсона. Підступи до Криму в межах досяжности. Це послабить російську оборону, тоді як «ліве крило» контрнаступу до січня [2023] візьме Маріуполь та Мелітополь. Потім розпочнеться вирішальна фаза [південної] кампанії... звільнення Криму. Ракети ATACMS мали б негайний позитивний ефект проти російських баз у Криму. Оригінальний текст (англ.) HIMARS will soon be firing from Kherson. The approaches to Crimea are within range. This will degrade Russian defenses/LOC's while "left wing" of the counter-offensive takes Mariupol & Melitopol by January. Then begins the decisive phase of the campaign...liberation of Crimea. |

3 грудня 2022 року стало відомо, що росіяни завезли пакувальний матеріал до центральних музеїв окупованого Криму й почали готувати колекції та експонати до вивозу в Російську Федерацію.
19 січня 2023 року під час українського сніданку в Давосі Володимир Зеленський заявив, що метою України є деокупація всіх тимчасово захоплених Росією територій і закликав Західний світ надати для цього важке озброєння.

## Процеси

### Санкції
6 березня 2014 року був прийнятий перший етап санкцій, який містив призупинення переговорного процесу Євросоюзу і Російської Федерації про пом'якшення візового режиму та нової угоди про партнерство, крім того, під санкції підпадала група можновладців. Також був призупинений процес підготовки до майбутнього саміту G8, в якому мала брати участь Російська Федерація.

### Економіка
Окупація Криму за перший місяць, березень 2014, коштувала російському ринку 179 млрд доларів. Ця цифра складається з відтоку капіталу в 33,5 млрд $, падіння капіталізації російських компаній на 82,7 млрд доларів на московській біржі і на 62,8 млрд $ — у Лондоні.
У 33,5 млрд доларів оцінює відтік капіталу з Російської Федерації за березень Центр розвитку НДУ «Вища школа економіки» (25,4 млрд доларів, витрачених в березні Банком Російської Федерації на підтримку курсу рубля, плюс позитивне сальдо рахунку поточних операцій в 8,1 млрд доларів). Більший відтік капіталу з Російської Федерації був тільки в жовтні та грудні кризового 2008 року — 54 млрд доларів і 45 млрд доларів відповідно. Ще 82,7 млрд доларів втратив російський ринок акцій. Саме на стільки за перші два тижні березня знизилася капіталізація компаній, папери яких входять в індекс ММВБ (індекс знизився на 14,35 %), підрахували експерти УК «Альфа-Капітал». Індекс RDX, в який входять на Лондонській біржі розписки російських компаній, просів за цей же час майже на 13 %, що в перекладі на гроші означає втрату в 62,8 млрд доларів, випливає з розрахунків «Альфа-Капіталу».
У результаті анексії Російською Федерацією в березні 2014 року зірвано курортний і посівний сезон в Криму.
В квітні на території призупинила діяльність вся банківська система АРК, виникають постійні проблеми з паливом, ростом цін та курсом долара США, припинено виплати матерям при народженні дітей.
В Ялті, Сімферополі і Севастополі припинили діяльність заклади швидкого харчування McDonald's. Холдинг MTI, крупний дистриб'ютор комп'ютерної і оргтехніки, та володіє мережею магазинів взуття та одягу в Україні, закриває магазини брендового одягу Intertop в Криму. Аеропорт Бельбек, розташований біля Севастополя не буде приймати міжнародні рейси, а буде обслуговувати виключно чартерні і бізнес-авіарейси. 267 відділень Приватбанку та 32 відділення Банку «Райффайзен» припинили свою роботу. В середині травня 2014 року в Криму були зупинені всі вітрові (потужність — 63 МВт) та сонячні електростанції (267 МВт).
У відповідь на дії Російської Федерації в Криму та на російське вторгнення в Україну громадськість відновила бойкот російських товарів. За різними даними, протягом весни 2014 року продажі російських товарів в Україні впали на 35—50 %.
Станом на вересень 2020 року заступник Генерального прокурора України оцінює збитки від окупації в 3,97 трильйона гривень

### Репресії в окупованому Криму
Станом на 2017 рік, 18 українських активістів були викрадені під час окупації. З осені 2014 року жодного зі зниклих не знайшли в живих.

### Зміна демографії Криму
Станом на 07.05.2014 з Криму на материкову Україну виїхали (не враховуючи військових) 7723 осіб Це також визнали і міжнародні інституції, зокрема, Агентство ООН у справах біженців, яке оцінило кількість внутрішньо переселених осіб у 10 тисяч, більшість з яких — кримські татари, а третина — діти.
Серпневий звіт 2019 року Генерального секретаря ООН Антоніо Гутьєреса зазначає, що Російська Федерація порушує Женевські конвенції, свідомо переміщуючи людей з Російської Федерації до українського Криму, намагаючись цим змінити демографію півострова. За даними Олега Ніколенка, віце-голови Комітету ООН з питань інформації від східноєвропейської регіональної групи, російська влада також чинить тиск на тих осіб, які опираються окупації, з метою змусити їх покинути півострів. Водночас, у 2014—2018 роках, 140 тисяч російських громадян були переміщені до українського Криму, включно з військовослужбовцями і їх сім'ями, що становить понад 5 % приросту населення півострова.

| 61. УВКПЛ зазначає, що, за даними судового реєстру Російської Федерації, в 2017–2018 роках суди в Криму ухвалили рішення про переміщення не менше 947 осіб, які вважаються іноземцями за законодавством Російської Федерації, включаючи переміщення 518 громадян України (468 чоловіків і 50 жінок). З загального числа осіб, переміщених в 2017–2018 роках, щонайменше 109 мешканців Криму були, за повідомленнями, «примусово виселені» правоохоронними органами Російської Федерації. В більшості випадків жертвами імовірно були громадяни України, які розглядалися Російською Федерацією як такі, що не мали права на проживання в Криму. 63. Згідно з міжнародним гуманітарним правом, держава-окупант не має депортувати чи переміщувати частину свого власного цивільного населення на окуповану нею територію. Міжнародний Суд заявив, що це положення «забороняє ... будь-які заходи, що вживаються державою-окупантом для організації чи заохочення переселення груп свого власного населення на окуповану територію». За даними УВКПЛ, згідно зі статистикою Російської Федерації, за період 2014–2018 років 140198 осіб змінили реєстрацію за місцем проживання, вказавши замість регіонів Російської Федерації «Республіку Крим» чи місто Севастополь. Ці переміщення включають призначення працівників державного сектора з Російської Федерації в Крим, в тому числі 16 суддів у «Верховний суд Криму». |
| — Управління Верховного комісара ООН з прав людини, 2 серпня 2019. Звіт |

У листопаді 2019 року Таміла Ташева, представник президента України в АРК, повідомила, що за підрахунками правозахисних організацій, до Криму з Російської Федерації переселилося близько 500 тисяч осіб. Російська влада, за її словами, суттєво занижує ці показники, називаючи число у 280 тисяч. Вона також зазначила, що близько 25 тисяч кримських татар покинуло Крим від початку російської окупації.
Станом на 2019 рік, за інформацією Мустафи Джемілєва, від моменту анексії Москва перемістила до півострова до 1 млн нових громадян. За оцінками українських ЗМІ, більшість переміщених пов'язані з процесами мілітаризації Криму — або є військовослужбовцями, або обслуговують інтереси військового угруповання.

### Кримінальні переслідування та порушення прав людини
За даними Комітету захисту журналістів (CPJ), станом на 2019 рік, на Крим припадало понад половина ув'язнених журналістів з усіх журналістів, ув'язнених в Російській Федерації.

| Росія утримувала 7 журналістів під вартою, четверо з них — через їх роботу в окупованому Криму, де вони документували життя кримськотатарської меншини і напади Росії на неї. |
| — Комітет захисту журналістів, 11 грудня 2019. Звіт. |

У жовтні 2019 року СБУ повідомляло, що ФСБ Російської Федерації змушує мешканців Криму протизаконно збирати інформацію щодо про-українських громадян для їх подальшого переслідування. Подібні пропозиції зазвичай отримують співробітники місцевих компаній-провайдерів інтернету. Подібну діяльність, зокрема, здійснював Дмитро Карелін, офіцер ФСБ, колишній офіцер СБУ, який в 2014 році зрадив українській присязі.

1 листопада 2019 року Human Rights Watch повідомили, що російська влада здійснює призов чоловіків в окупованому Криму для служби в Збройних силах Російської Федерації. З моменту початку окупації Криму, російська влада призвала близько 18,000—18,900 осіб звідти, згідно з оцінками, заснованими на даних Міністерства оборони Російської Федерації. Щонайменше 3,300 чоловіків з Криму були призвані навесні 2019 року, що значно перевищує числа першої призовної кампанії 2015 року, коли було призвано 500 чоловіків. На осінній призов 2019 року російська влада планувала призвати близько 2,600 мешканців Криму (для порівняння, загальноросійський призов — 132,000 чоловіків). Human Rights Watch проаналізували десятки вироків Кримських судів, що стосувалися уникнення призову, і нарахувала 71 справу з 63 вироками у період 2017—2019 років. Реальне число подібних справ може бути більшим, оскільки не всі такі справи стали публічними. У більшості справ, з підзахисних було стягнуто штрафи у розмірі 5,000—60,000 рублів (77—1,000 USD). За російським законодавством, уникнення призову є кримінальним злочином, що карається штрафом чи позбавленням волі до 2 років. Міжнародне гуманітарне право містить пряму заборону, що не дозволяє Російській Федерації змушувати мешканців Криму до служби в її збройних силах:

| Як окупаційна влада, Росія не тільки не має права на військовий призов жителів у Криму, але й цей призов грубо порушує міжнародне право. Обтяжуючи це порушення, російська влада ще й здійснює кримінальне переслідування осіб, які відмовляються служити в її збройних силах. |
| — Г'ю Уїльямсон, директор відділу Європи і Центральної Азії Human Rights Watch. 1 листопада 2019. |

У грудні 2019 року Харківська правозахисна група повідомляла про винесений вирок у 19 років позбавлення волі для 48-річного кримського татарина Мусліма Алієва. Сфабриковані докази у його справі, а також у справах п'яти інших українських мусульман, стало підставою для Amnesty International визнати їх в'язнями сумління, а організації Меморіал — політичними в'язнями. У справі Алієва, його арешт 11 лютого 2016 року і страхітливий вирок, винесений 12 листопада 2019 року, за оцінкою ХПГ пов'язані з його релігійною незалежністю від Муфтія Криму. В той час як більшість кримських татар не визнає анексію, Муфтій Еміралі Аблаєв погодився на колаборацію із Москвою, за що отримав статус єдиного «правильного» ісламу в Криму, і, за наявною інформацією, зміцнював свої позиції, доносячи на тих, чию незалежність він розцінював як загрозу.
13 грудня 2019 року Європейська комісія опублікувала доповідь, у якій зазначила, що ситуація із порушенням прав людини в Криму продовжує погіршуватися в порівнянні з 2018 роком. Систематичні репресії щодо осіб, які виступають проти де-факто влади, залишаються незмінними. Функціонування Кримськотатарського Меджлісу залишається забороненим з 2016 року російським законодавством, широкий спектр залякування і переслідування кримськотатарської спільноти продовжився. Арешти кримських татар та обшуки їх осель посилилися. Було наголошено також на обмеженнях у фундаментальних правах, включно зі здобуттям освіти.

| Офіс Управління Верховного комісара ООН з прав людини (OHCHR) продовжував отримувати достовірні звіти нелюдських умов у місцях обмеження волі в Криму. 8 вересня 2019 року були проведені російські місцеві «вибори» на протизаконно анексованому Кримському півострові. |
| — Європейська комісія, 13 грудня 2019. Звіт. |

За даними Харківської правозахисної групи на 2019 рік, Російська Федерація використовує казаків як свідків і понятих під час кримінального переслідування в політичних справах. Ірина Сєдова зазначає, що вони документували справи, в яких казаки, вриваючись до помешкань разом з поліцією, чинили тиск на активістів і допомагали фальсифікувати докази у справі. Таким чином, руками парамілітарних угрупувань казаків робилися протиправні дії, яких уникала поліція.
Станом на 21 грудня 2019 року, за даними Ольги Скрипник, голови Кримської правозахисної групи, за ґратами в Російській Федерації перебувало 88 політичних в'язнів з Криму.

### Мілітаризація Криму
Станом на 2019 рік, Крим із курортно-аграрної території став зоною суцільної мілітаризації. За оцінками українських ЗМІ, РФ вичавлювала звідти будь-яку економічну активність, яка не вписувалася у стратегію «непотоплюваного авіаносця», і Крим все більше нагадував закриту зону на кшталт радянського Владивостока, непривітну для цивільних, орієнтовану на обслуговування військових.
У листопаді 2019 року Міноборони РФ розробило проект постанови уряду з пропозицією підняти грошове забезпечення військовослужбовців за контрактом у Криму на 10 % у зв'язку з погіршенням кліматичних умов і загостренням екологічної обстановки. Причиною цього в Міноборони називають припинення Україною подачі на півострів дніпровської води по Північно-Кримському каналу.

#### Оборонно-промисловий комплекс
Російська Федерація незаконно привласнила на півострові 13 українських оборонних компаній, 8 з яких зараховано до реєстру російського ОПК. Зокрема, Феодосійська суднобудівна компанія «Море» увійшла до корпорації «Ростех», а Севастопольский авіаремонтний завод — до АТ «Гелікоптери Російської Федерації». Кремль привласнює й інші українські компанії, зокрема, Інститут аеропружних систем, розпочав приватизацію феодосійського «Судокомпозиту» та Євпаторійського авіаремонтного.
Станом на 2019 рік, навіть попри посилену увагу окупаційної влади до ОПК, рівень завантаженості підприємств не перевищував 45 % і дедалі знижувався. Причиною називали міжнародні санкції, критичну залежність від державного оборонного замовлення і загальну невизначеність окупаційної влади щодо розвитку місцевої «оборонки». За оцінками українських ЗМІ, у Кремлі бояться глибоко інтегрувати її у внутрішні виробничі ланцюги, оскільки усвідомлюють системні ризики щодо існування Криму в окупаційному статусі. Прогнозується, що у 2021 році буде завершено більшість укладених кримськими підприємствами контрактів із Міноборони РФ, і станом на 2019 рік, за оцінками російських експертів, нові замовлення не плануються. До того, кримські оборонні підприємства, на відміну від «материкових», позбавлені доступних кредитних ресурсів через небажання російських банків співпрацювати з санкційними компаніями. Водночас, навіть сателіти РФ все частіше відмовляються купувати продукцію з анексованого Криму. У 2018-му вдвічі скоротився експорт сімферопольського заводу «Фіолент» до Білорусі, Казахстану, Азербайджану та Вірменії.

#### Мілітаризація дітей Криму
В окупованому Криму тривають процеси з мілітаризації дітей та молоді.
В жовтні 2019 року було повідомлено, що Російська Федерація завербувала 1500 дітей з Севастополя в Юнармію. Були повідомлення про примус: дитина відчувала тиск з боку школи і однолітків за відмову від вступу.

### НАТО і окупований Крим
10 березня 2014 року представник НАТО повідомив:

| Рада НАТО в понеділок вирішила провести розвідувальні польоти AWACS над Польщею і Румунією в рамках зусиль НАТО у спостереженнях за кризою в Україні. Всі розвідувальні польоти проводитимуться тільки над територією Альянсу. |
| — Неназваний представник НАТО. 10 березня 2014 |

За неофіційними даними Текстів, безпілотники типу RQ-4A Global Hawk не менше, ніж 4 рази з'явилися над українською територією ще в березні 2015 року.
З жовтня 2016 року, вилітаючи на завдання над Україною, розвідники RQ-4A Global Hawk почали вмикати транспондер, завдяки чому стали видимим на таких ресурсах, як Flightradar24.
Політ 20 липня 2017 року мав відмінність — RQ-4A Global Hawk пролетів поблизу узбережжя Криму і подивився на Сочі, для цього він перебував в повітрі довше і виконав більш широке коле завдань.
21 липня 2018 року літак Королівських Військово-повітряних сил Великої Британії Bombardier Global Express Sentinel R.1 з бортовим номером ZJ691 злетів з кіпрської авіабази Акротирі та проводив розвідку біля берегів окупованого Криму та Російської Федерації.
15 січня 2019 року RQ-4B Global Hawk о 7:30 зайшов у повітряний простір України й через годину почав політ на Донбасі. Близько 15:30 він змінив курс і попрямував для виконання завдання поблизу окупованого Кримського півострова.
О 07:40 29 червня 2019 року безпілотник ВПС США RQ-4A Global Hawk з бортовим номером 04-2021 і позивним FORTE10 злетів з авіабази НАТО Сігонелла в Італії, о 12:25 почав моніторинг лінії розмежування на Донбасі, а через 3,5 години він полетів до узбережжя Криму. О 19:55 того ж дня патрульний літак ВМС США P-8A Poseidon з бортовим номером 169 332 піднявся в небо з того ж полігону і попрямував до південних кордонів Криму. О 20:25 він побував в 32 км від берегової лінії в районі Севастополя.

### Приналежність Криму на картах
Періодично набувають розголосу події щодо приналежності Криму на картах. Нью-Йорк Таймс у листопаді 2017 року назвав територію Криму спірною, чим викликав реакцію користувачів мережі і заяв МЗС.
Держдума Російської Федерації дала Apple термін до 25 квітня 2019 року, а потім продовжила його до 10 травня з вимогою «усунення неточностей при відображенні географічної приналежності Криму і Севастополя в додатку». У травні Apple не відображала територіальну приналежність міст Криму у своїх додатках як з материкової України, так і з півострова. 27 листопада 2019 року на території Російської Федерації компанія Apple стала відображати Крим і Севастополь російськими. Голова комітету Держдуми Російської Федерації з безпеки і протидії корупції Василь Піскарьов заявив, що «Apple повністю усунула претензії Держдуми щодо показу Криму в своїх сервісах». 29 листопада Представництво президента України в АР Крим звернулося до компанії Apple через позначення Криму «російським» в додатках. 30 листопада прес-секретар компанії Труді Мюллер пояснила, чому позначили анексований Крим територією Російської Федерації та пообіцяли "глибше поглянути на політику маркування «спірних територій». За їх словами, Apple внесла зміни у свій додаток «Погода» тільки для російських користувачів через новий закон. Вона також наголосила, що компанія працює над вивченням того, як в майбутньому позначатиме «спірні території».

| Ми розглядаємо міжнародне право, а також відповідні закони США та інші внутрішні закони перш ніж ухвалювати рішення про маркування на картах. І вносимо зміни, якщо того вимагає закон. |
| — Прес-секретар Apple Труді Мюллер. 30 листопада 2019 |

У грудні на сторінці Apple у Facebook запустили флешмоб #CrimeaIsUkraine.

## Реакція

### Реакція України
28 лютого 2014 року виконувач обов'язків Президента України Олександр Турчинов звернувся до Президента Російської Федерації Володимира Путіна «негайно припинити провокацію і відкликати військових з Автономної Республіки Крим» та зауважив, що разом зі США та Великою Британією Російська Федерація є гарантом недоторканості території України. Крім того, Турчинов заявив, що Російська Федерація планує реалізувати у Криму «сценарій, який повністю аналогічний абхазькому», та ввела на територію України війська під виглядом навчань:
|  | Під виглядом військових навчань Росія ввела війська в АР Крим. І не лише захопили парламент Криму, Кабмін Криму, вони пробують брати під контроль цивільні об'єкти, комунікації, пробують блокувати місця розташування українських військових. |

1 березня 2014 року Меджліс кримськотатарського народу оголосив, що не визнаватиме новий кримський уряд та вважає, що усі питання між Російською Федерацією та Україною повинні вирішуватися на дипломатичній основі, а усі військові повинні повернутися до своїх гарнізонів з вулиць міст. Про це у своєму зверненні заявив голова фракції Курултай-Рух у кримському парламенті Рефат Чубаров. Інший лідер Меджлісу народний депутат Мустафа Джемілєв 28 лютого заявив, що Меджліс формує загони для силової боротьби, котрі можуть бути підпорядковані силовим відомствам України у випадку окупації Криму російськими військами.
Початком тимчасової окупації території Автономної Республіки Крим та міста Севастополя, згідно з українським законодавством, вважається дата набрання чинності Резолюції № 68/262 Сесії Генеральної Асамблеї Організації Об'єднаних Націй від 27 березня 2014 року про підтримку територіальної цілісності України. Завершенням тимчасової окупації вважатиметься дата, з якої ця резолюція втратить чинність.

### Реакція Російської Федерації

#### Реакція демократичної опозиції в Російській Федерації
Російська інтелігенція у своїх оцінках російської агресії проти України розділилась на два табори. Як прихильники, так і противники цих дій висловили свою позицію прилюдно — у формі відкритих листів, інтерв'ю, статей у пресі, участі у вуличних маршах тощо.

28 лютого 2014 року Андрій Макаревич, відомий рок-музикант, висловив своє бачення дій Російської Федерації в Криму:

Такої свавільної пропаганди і такої кількості брехні я не пригадаю з найкращих брежнєвських часів. Та й з тим не порівняти: можливостей тоді було менше. Хлопці, ви чого домагаєтеся? Створення громадської думки для введення військ на територію суверенної держави? Відрубати Крим?
Оригінальний текст (рос.)
Такой разнузданной пропаганды и такого количества вранья я не припомню с лучших брежневских времен. Да и то не сравнить: возможностей тогда было меньше. Ребята, вы чего добиваетесь? Создания общественного мнения для ввода войск на территорию суверенного государства? Оттяпать Крым?

15 березня 2014 року за участю російської опозиції та відомих російських артистів відбувся «Марш миру» в підтримку України. Після чого, всіх артистів, що підтримали однодумців почали засуджувати їх колеги та влада Російської Федерації почала погрожувати відбиранням їхніх нагород і заслуг.

### Міжнародна реакція

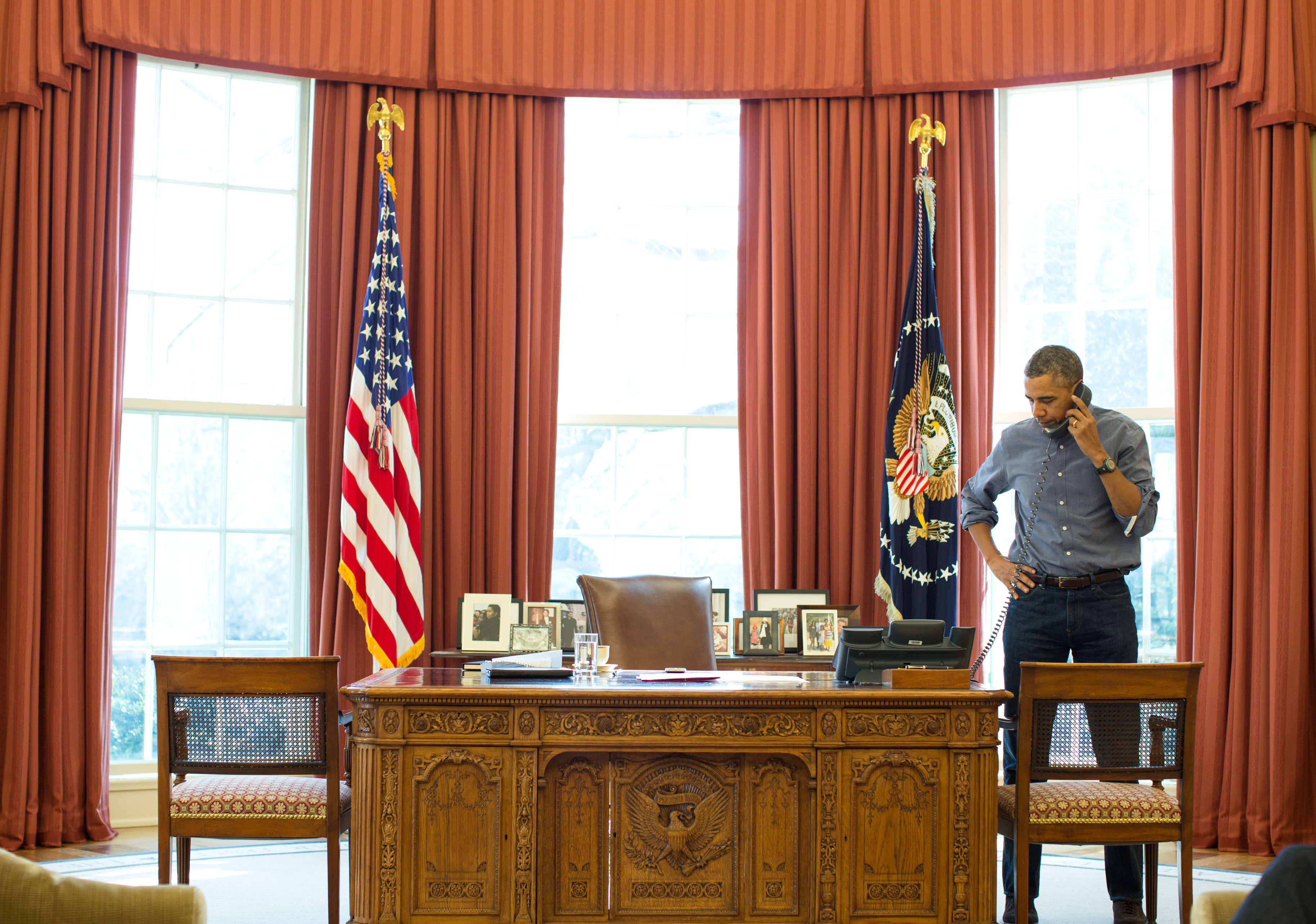
Телефонна розмова Президента США Барака Обами з Президентом Російської Федерації Володимиром Путіним

#### Заяви урядів
- МЗС Туреччини 27 лютого виступило з заявою, у якій висловилося у необхідності знаходження шляхів подолання кризи у рамках територіальної цілісності та конституційного ладу в Україні[117]. Задля сприяння стабілізації у Криму 1 березня автономію має намір відвідати Міністр закордонних справ Туреччини Ахмет Давутоглу[118]. 6 березня 2014 року МЗС Туреччини охарактеризувало можливий референдум в Криму як «небезпечний та неправильний крок».
- Канцлер Німеччини Ангела Меркель висловила занепокоєння ситуацією, що склалася в Криму. За словами радника Меркель, вона наголосила на необхідності «утриматися від кроків, які б ставили під питання єдність України», крім того Канцлер мала телефонну розмову з Президентом Російської Федерації Володимиром Путіним, котрий повідомив, що поважає територіальну цілісність України[119].
- МЗС Литви наголосило на неприпустимості зовнішнього втручання у політичну кризу в Україні, назвало захоплення адміністративних будівель у Криму провокацією та закликало Росію відмежуватися від сепаратистських закликів у Криму[120]. Литовське МЗС також викликали посла Російської Федерації у Литві Олександра Удальцова, щоб висловити стурбованість ситуацією в Україні[121].
- Президент Білорусі Олександр Лукашенко висловився на підтримку територіальної цілісності України[122]. Проте сам він визнає де-факто чи де-юре Крим російською територією, аргументуючи це виною українських політиків, що вивели звідти українських військовослужбовців: «Ви цими діями просто здали Крим Росії.» — цитата О. Лукашенка в інтерв'ю С. Шустеру.
- Прем'єр-міністр Швеції Фредрік Райнфельдт 2 березня в інтерв'ю Шведському радіо заявив: «Можна зрозуміти, що Росія діє через турботу про російську меншину в Криму та східній Україні, але не можна зрозуміти способу, яким вони це роблять. Звичайно, є методи проведення переговорів з українським урядом для заспокоєння ситуації.»[123] Міністр закордонних справ Швеції Карл Більдт назвав ситуацію у Криму тривожною та наголосив, що Російська Федерація зобов'язана вивести свої війська до узгоджених місць їхньої дислокації[124].

Реакція світового співтовариства на Кримську кризу
Заклики до мирного врегулювання конфлікту
Підтримка територіальної цілісності України
Засудження дій Росії
Засудження військової інтервенції Росії
Підтримка дій Росії та/або засудження дій українського уряду
«Визнання інтересів усіх сторін конфлікту»
Україна
Росія
Позиція не визначена

- Міністри закордонних справ Франції Лоран Фабіус, Польщі Радослав Сікорський та Німеччини Франк-Вальтер Штайнмайєр оприлюднили спільну заяву щодо подій у Криму[125]:

|  | Ми вкрай занепокоєні нестабільною ситуацією в Криму. Потрібно зробити все для зниження напруженості та розвитку діалогу між сторонами. Ми підтримуємо територіальну цілісність країни. Ми закликаємо всі сторони в Україні утримуватися від будь-яких дій, які могли б поставити під сумнів цю територіальну цілісність. |

- Президент США Барак Обама застеріг Росію від військового втручання на територію України, зазначивши, що «будь-яке порушення суверенітету України та територіальної цілісності буде глибокою дестабілізацією, що не є в інтересах України, Російської Федерації чи Європи», та повідомивши про можливу відплату «за будь-яке військове втручання в Україні»[127].
- Директор ЦРУ Джон Бреннан 3 березня 2014 повідомив[128], що військова присутність Російської Федерації, включно з військовими, які проникли на територію Криму останніми днями, не перевищує дозволеної чисельності військовослужбовців Чорноморського флоту Російської Федерації на території України — 25 тисяч осіб, відповідно до Додатку № 2 [Архівовано 4 березня 2014 у Wayback Machine.] Угоди між Україною і Російською Федерацією «Про параметри поділу Чорноморського флоту» від 28.05.97., тому спецслужбам важко дати обґрунтоване підтвердження порушення Російською Федерацією договору, як це було попередньо заявлено представниками Адміністрації, тим більше маючи в Києві лише 2-3 працівників ЦРУ.
- в липні 2018 перед зустріччю президенті США і Російської Федерації Дональда Трампа та Володимира Путіна в Гельсінкі, американський президент допускав висловлювання, які свідчили про можливість перегляду в майбутньому політики США щодо невизнання спроби анексії Криму.
- 25 липня 2018 року, через десять днів після зустрічі президентів Держдепартаментом оприлюднена Кримська декларація (англ. Crimea Declaration) — документ у формі заяви для преси державного секретаря Сполучених Штатів Америки Майкла Помпео, в якому підтверджується невизнання анексії півострова Російською Федерацією та проголошується довгострокова політика щодо відмови визнання її претензій на територію, захоплену силою всупереч міжнародному праву.[129].
- Генеральний секретар Ради Європи Турбйорн Ягланд закликав сторони конфлікту вжити заходів щодо стабілізації ситуації відповідно до міжнародних угод[130].
- Президент Сербії Томислав Николич підтримує сербських добровольців на боці сепаратистів.[джерело?]

#### Міжнародні структури
- 1 березня 2014 року терміново скликана Рада Безпеки ООН висловила підтримку територіальної цілісності України і нагадала Російській Федерації про виконання міжнародних зобов'язань, у тому числі, і Будапештського меморандуму підписаного Російською Федерацією у 1994 році[131].

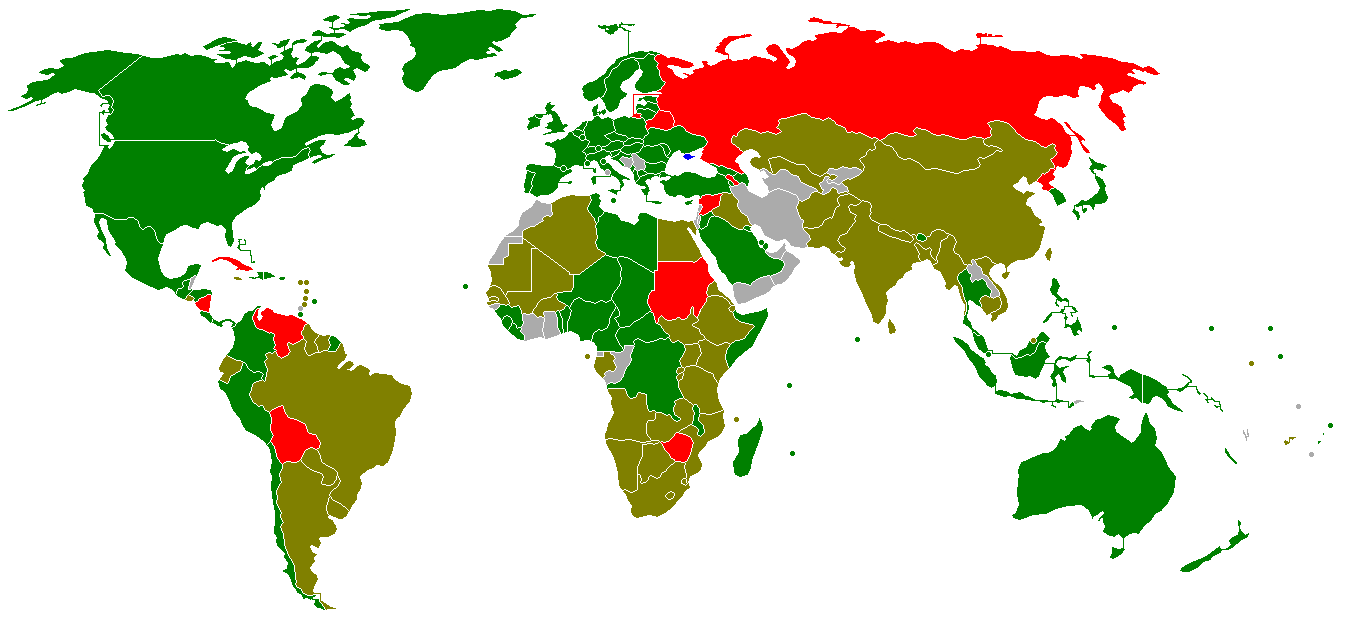
Мапа, що показує результати голосування за Резолюцію:
За
Проти
Утрималися
Відсутні
Крим

- 27 березня 2014 року на 68-й сесії Генеральної Асамблеї ООН була прийнята Резолюція Генеральної Асамблеї ООН про підтримку територіальної цілісності України відкритим голосуванням країн-членів ООН, 100 з яких висловилися «за», 11 — «проти», а 58 країн «утримались».[132] Дане засідання Генасамблеї ООН було скликане спеціально для розгляду питання збройної вторгнення Російською Федерацією в Кримський півостров.[133]

- Президент Білорусі Олександр Лукашенко висловився на підтримку територіальної цілісності України[122]. Проте сам він визнає де-факто чи де-юре Крим російською територією, аргументуючи це виною українських політиків, що вивели звідти українських військовослужбовців: «Ви цими діями просто здали Крим Росії.» — цитата О. Лукашенка в інтерв'ю С. Шустеру. Позиція Білорусі була розпливчастою до кінця 2021 року. Раніше вона включала коментарі білоруського президента Олександра Лукашенка, який, з одного боку, сказав, що «Україна має залишатися цілісною, неподільною, позаблоковою державою» і « Що стосується Криму, то я не люблю, коли цілісність і незалежність країни порушується», а з іншого боку сказав «Чи буде Крим визнаний регіоном Російської Федерації де-юре, не має особливого значення» і «Сьогодні Крим є частиною Російської Федерації, незалежно від того, визнаєте ви це чи ні, але факт залишається фактом».[134] Однак наприкінці листопада 2021 року ця позиція змінилася, оскільки Лукашенко зробив чіткі заяви на користь визнання Криму російським. Зокрема, він повідомив, що планує відвідати Крим, а це означало б визнання Білоруссю території частиною Росії, додавши: «Ми всі розуміли, що „де-факто“ Крим — це Крим Росії. Після референдуму Крим став Росією. „де-юре“ також».[135]

Декілька держав зробило заяви щодо визнання Криму частиною РФ:
- Афганістан[136]
- Білорусь
- Буркіна-Фасо[137]
- Центральноафриканська Республіка[138]
- Куба[139]
- Еритрея[140]
- Малі[138]
- М'янма[141][142]
- Нікарагуа[143]
- Північна Корея
- Росія
- Судан
- Сирія[144]
- Венесуела[144]
- Зімбабве

- 2 липня 2014 року Парламентська асамблея Організації з безпеки і співробітництва в Європі визнала такі дії Російської Федерації військовою агресією, неспровокованою і заснованою на абсолютно безпідставних припущеннях і приводах.

## Аналітика та оцінки
Українські історики та політики передбачали подібний розвиток подій ще 2008 року, під час російсько-грузинської війни. Експерти вказували на те, що Російській Федерації потрібен лише привід для того, щоб почати анексію півострова. Саме таким приводом і стали події на Євромайдані.
2 березня 2014 року у зверненні до Ради безпеки ООН, український посол Юрій Сергєєв закликав міжнародну спільноту «зробити все можливе», щоб зупинити російський акт агресії. Він наголосив, що число російських військ в Криму зростає «щогодини». Російський посол Віталій Чуркін сказав, що «холодніші голови мають взяти верх» і Захід має припинити нагнітання конфлікту, підбадьорюючи протестувальників. Посол США Саманта Пауер сказала сесії, що Російська Федерація, яка дозволяє використання сили, є «небезпечною і дестабілізуючою».
2 березня 2014 року видання The Wall Street Journal вказало, що дії Путіна принесли загрозу війни у серці Європи вперше з часів Холодної війни.
15 квітня 2014 року британський дипломат Чарльз Кроуфорд написав, що вважає, що Україна є пробним майданчиком Путіна в його планах відродження Російської імперії. Анексія Криму відбулася одразу, проте подальше завоювання України буде відбуватися методом «тисячі порізів».
Заступник міністра закордонних справ України Данило Лубківський:

| У Крим Росія занесла цензуру, як хворобу, нетерпимість до меншин, обмеження свободи слова, несправедливе правосуддя, адміністративний тиск та залякування інакодумців. |
| — Данило Лубківський, заступник Міністра закордонних справ України, 8 липня 2014.                                                                                      |

У листопаді 2014 року Андрій Ілларіонов, екс-радник президента РФ Путіна, стверджував, що планувати російське вторгнення почали задовго до самого звернення Януковича.
У січні 2017 року Ілля Пономарьов, російський політичний діяч, депутат Державної думи Російської Федерації (фракція «Справедлива Росія»), стверджував, що керівництво анексією Криму було доручено міністру оборони Сергію Шойгу і помічникові Володимира Путіна Владиславу Суркову.
17 грудня 2019 року Міністерство закордонних справ України нагадало, що дії Російської Федерації в Криму та на Донбасі цілковито підпадають під визначення агресії відповідно до резолюції Генеральної Асамблеї ООН 1976 року:

| З 2014 року Україна незмінно кваліфікує міжнародно-протиправні дії Російської Федерації в Криму та на Донбасі як акт агресії. Ми чітко і послідовно доводимо, що такі дії РФ цілковито підпадають під визначення агресії відповідно до пунктів а), b), c), d), e) і g) статті 3 додатка до резолюції Генеральної Асамблеї ООН 3314 (XXIX) «Визначення агресії», ухваленої 45 років тому. |
| — Міністерство закордонних справ України, 17 грудня 2019. Заява |

Після російського широкомасштабного вторгнення, 11 грудня 2022 року у Washington Post опублікували статтю, яка повідомляє, що Захід, хоч і підтримує Україну, побоюється, що будь-який український контрнаступ до Криму може підштовхнути Путіна до рішучих дій, потенційно навіть до використання ядерної зброї. Деякі західні чиновники сподіваються, що основою для дипломатичного завершення війни може стати угода про відмову України від Криму на користь Росії. Українці відкидають цю ідею як небезпечно наївну, тоді як росіяни кажуть, що не задовольняться тим, що вже мають. Також The Washington Post згадує нещодавнє інтерв'ю лорда Девіда Річардса, колишнього начальника штабу британської армії, у якому він заявив, що Україна ризикне ядерною війною, щоб поборотись за Крим: «Якщо втерти носа Путіну, він може зробити щось дуже дурне, — сказав він. — Він може використати тактичну ядерну зброю».
Рорі Фіннін, доцент кафедри українських студій Кембриджського університету, вважає, що компроміс щодо Криму малоймовірний:

| Ідея про те, що якимось чином Україна повинна просто повернутися до статус-кво після 2014 року, безглузда, тому що все, що станеться, - це ще одна ескалація, - цитує його видання. - Важко уявити, що українці спокійно відмовляться від цієї території, знаючи, що це означає покинути мільйони людей. Моральна та геополітична ставка такої відмови є величезною. |
| — Рорі Фіннін |

### Публіцистика і аналітика
- Ukraine's revolution and Russia's occupation of Crimea: how we got here [Архівовано 17 квітня 2021 у Wayback Machine.] // theguardian.com, 5 березня 2014
- Володимир Горбулін, Тези до другої річниці російської агресії проти України // Український кризовий медіа-центр, 20 лютого 2016
- Лекція «Окупація Криму: історичний вимір причин, реалії сьогодення та стратегія деокупації» [Архівовано 17 січня 2021 у Wayback Machine.] // Майдан закордонних справ, 30 жовтня 2016
- До третіх роковин окупації. Десять фактів про Крим і російську агресію [Архівовано 16 січня 2021 у Wayback Machine.] // glavcom.ua, 25 лютого 2017
- Сергій Громенко, Міфи «повернення» Криму [Архівовано 6 лютого 2020 у Wayback Machine.] // Крим.Реалії, 28 лютого 2017
- Three years of illegal occupation of Crimea [Архівовано 5 березня 2021 у Wayback Machine.] // euobserver.com, 17 березня 2017
- Оксана Коваленко, Як ми втрачали Крим. Свідчення перших осіб України [Архівовано 25 квітня 2021 у Wayback Machine.] // Українська правда, 10 квітня 2017
- Share Under occupation, Crimean Tatars still fighting for justice [Архівовано 30 жовтня 2021 у Wayback Machine.] // Kyiv Post, 18 серпня 2017
- Разницы между российской оккупацией Крыма и Донбасса нет — Волкер [Архівовано 30 вересня 2019 у Wayback Machine.] // Обозреватель, 31 серпня 2017
- «Референдум» під дулами, розвінчання російських міфів і початок суду за Крим. Що означає рішення ЄСПЛ [Архівовано 28 лютого 2021 у Wayback Machine.] // Українська правда, 14 січня 2021
- Старт російської окупації Криму: хто і що починав 27.02.2014 // Інформнапалм, 27 лютого 2021
- Андрій Клименко, Окупація Криму. Як це було (Версія 2018 [Архівовано 28 березня 2019 у Wayback Machine.]) // Українська правда, 23 лютого 2023
- Тетяна Гучакова, Тетяна Іваневич, Андрій Клименко, Крим під час Великої війни. Ситуація в окупованому Криму в 2022—2023 роках. Воєнний контекст // blackseanews.net, 07.06.2023

### Стрічки ЗМІ
- Конфлікт у Криму [Архівовано 1 березня 2014 у Wayback Machine.] онлайн-трансляція Корреспондент.net
- Протистояння у Криму [Архівовано 5 березня 2014 у Wayback Machine.] стрічка новин на сайті телеканалу «24»

### Публікації ЗМІ
- Кримські події з 26 жовтня по 1 листопада 2015 року [Архівовано 23 січня 2022 у Wayback Machine.] // voicecrimea.com.ua
- Рада уточнила дату початку російської окупації Криму — 20 лютого 2014 року [Архівовано 2 серпня 2019 у Wayback Machine.] // Дзеркало тижня, 15 вересня 2015
- Юрій Сергеєв: «Коли ти займаєш позицію, в якій все, без виключення, є правдою — тобі починають довіряти… Це призвело до того, що у критичний момент нам повірили» [Архівовано 16 січня 2021 у Wayback Machine.] // УНІАН, 8 лютого 2016
- ПАРЄ визнала Росію винною у поновленні депортації мешканців Криму [Архівовано 17 січня 2021 у Wayback Machine.] // Українська правда, 23 січня 2018

### Відео
- Окупація Криму: 19 років агресії Росії проти України [Архівовано 21 березня 2021 у Wayback Machine.] // Крим.Реалії — 2021